# Amir Peretz

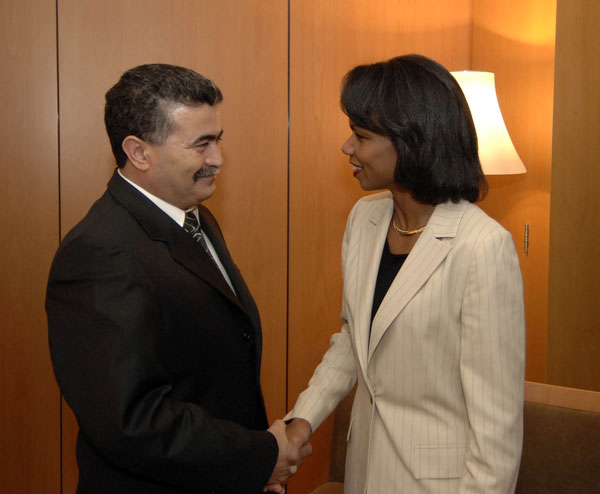
Amir Peretz met Condoleezza Rice

Amir Peretz (Hebreeuws: עמיר פרץ) (Boujad (Marokko), 9 maart 1952) is een Israëlisch politicus en voormalig vakbondsbestuurder. Sinds 17 mei 2020 is hij de Israëlische minister van Economische Zaken in het Kabinet Netanyahu-Gantz. Hij behoort tot de Arbeidspartij, waar hij van 1 juli 2019 tot 24 januari 2021 opnieuw voorzitter van was. Hij hoorde van 2012 tot 2015 bij de politieke partij Hatnuah en was voor die partij van maart 2013 tot november 2014 minister van Milieubescherming in het kabinet-Netanyahu III.

## Jeugd
De familie Peretz emigreerde in 1956 naar Israël waar ze zich vestigde in het stadje Sderot in de Negev-woestijn. Tijdens de Jom Kipoeroorlog in 1973 was hij als officier in militaire dienst en raakte hij zwaargewond in de Sinaï met als gevolg dat hij een jaar lang verblijf moest houden in een ziekenhuis. Hij moest zich daarna nog een tijdlang voortbewegen in een rolstoel maar dit weerhield hem er niet van om een boerenbedrijf te beginnen. In die tijd leerde hij zijn vrouw Ahlama kennen; samen kregen ze vier kinderen.

## Loopbaan
In 1983 werd hij burgemeester van Sderot. Vijf jaar later in 1988 werd hij voor de Arbeidspartij verkozen in het parlement, de Knesset. Sinds 1995 is hij eveneens voorzitter van de vakbond Histadroet.
In 1999 stapte Amir uit de Arbeidspartij en richtte hij de partij Am Ehad op. Deze politieke partij wist bij de parlementsverkiezingen van 1999 twee en bij de parlementsverkiezingen van 2003 drie zetels te verwerven. Halverwege 2004 gingen Am Ehad en de Arbeidspartij echter weer samen.
Op 9 november 2005 werd hij verkozen tot leider van de Israëlische Arbeidspartij. Hij won met ruim 42% van de stemmen van toenmalig partijleider Shimon Peres die 40% van de stemmen kreeg; de derde kandidaat - Benjamin Ben Eliëzer - kreeg bijna 17% van de stemmen. Peretz is na Ben Eliëzer de tweede Sefardische Jood die leiding gaf aan de Arbeidspartij, maar de eerste die als lijsttrekker de verkiezingen inging.
Peretz richtte zich vooral op sociale punten en is een sterke verdediger van de welvaartsstaat. Het Israëlisch-Palestijnse conflict ziet hij als een grote hindernis om de sociaal-economische problemen in Israël goed aan te pakken, reden te meer voor hem om tot een akkoord met de Palestijnen te komen.

## Minister van Defensie
Op 4 mei 2006 werd Peretz beëdigd als minister van defensie in het kabinet Olmert. Op 21 mei 2006 beval hij een onderzoek naar de dood van een kind en twee vrouwen bij een aanval van de Israëlische luchtmacht op Jihad-leider Mohammed al-Dahdouh in Gaza.
Als een gevolg van het niet halen van de doeleinden van de Israëlisch-Libanese oorlog van 2006 naast het hoge aantal slachtoffers aan beide zijden van de grens, nam zijn populariteit aanzienlijk af. In 2007 worstelde hij om het leiderschap van zijn partij en het behouden van zijn ministeriële post. De eerste raakte hij 12 juni 2007 kwijt aan Ehud Barak, die hem kort daarna eveneens opvolgde als minister van Defensie. Na zijn aftreden werd Peretz weer lid van de Knesset.

## Minister van Milieubescherming
In december 2012 stapte Amir Peretz over van Avoda ('Arbeid') naar de nieuwe partij van Tzipi Livni, Hatnuah ('De Beweging'). Door zijn overstap stapte hij uit de Knesset. Zijn zetel werd overgenomen door Yoram Marciano. In februari 2013 nam hij na de verkiezingen weer plaats in de Knesset. Ook werd hij als minister van milieubescherming opgenomen in het maart 2013 geïnstalleerde kabinet-Netanyahu III.
Hij gaf zijn ministerspost voortijdig op, omdat hij zich niet kon vinden in de plannen voor de begroting die op 10 november 2014 gepresenteerd zouden worden. Volgens hem werd daarin te weinig geld voor de armsten uitgetrokken. Eerder had hij gedreigd tegen de begroting te stemmen, waardoor het kabinet als gevolg van een wet zou vallen. Hij was ook niet tevreden over het premierschap van Netanyahu en wilde geen deel meer uitmaken van de regering. Bij partijgenoot en politiek leider van Hatnuah Tzipi Livni diende hij zijn ontslag in. Ook kondigde aan dat hij zich ervoor zou inzetten premier Netanyahu tot aftreden te brengen. Hij noemde Netanyahu het probleem en niet de oplossing. Sinds 11 november 2014 is hij minister af. Wel is hij lid van de Knesset voor Hatnuah gebleven. Sinds 31 maart 2015 is hij lid van de Knesset voor de Zionistische Unie. In september 2015 stapte hij binnen de Zionistische Unie over van Hatnuah naar de Arbeidspartij. Bij de interne partijverkiezingen van de Arbeidspartij juli 2017 behaalde hij de meeste stemmen in de eerste ronde (32 % van de stemmen), maar verloor in de tweede ronde van Avi Gabbay. Op 1 juli 2019 haalde hij in de eerste ronde 47 % en werd zo opnieuw tot partijvoorzitter gekozen.

## Minister van Economische Zaken
Amir Peretz werd op 17 mei 2020 minister van Economische Zaken in de 35e Regering van Israël namens de Arbeidspartij.